# Láska všemi deseti
Láska všemi deseti (v originále Populaire) je francouzský hraný film z roku 2012, který režíroval Régis Roinsard. Snímek měl světovou premiéru na filmovém festivalu v Arrasu dne 17. listopadu 2012.

## Děj
V roce 1958 v Dolní Normandii žije mladá Rose Pamphyle. Má se provdat za syna místního majitele autoservisu, takže ji čeká nudná budoucnost jako žena v domácnosti. S touhou žít jako moderní žena uteče od rodičů, aby se stala sekretářkou.
V Lisieux se uchází o tuto pozici u pojišťovny. Louis Échard sice nejprve pochybuje o jejích profesních kvalitách, ale nakonec ji přijmou, když objevila její výjimečnou rychlost psaní na psacím stroji.
Louis dostane nápad přihlásit Rose do regionální soutěže v psaní na stroji, která však končí neúspěchem. Louis, jistý si Roseiným potenciálem, ji přesvědčí, aby podstoupila intenzivní trénink v rámci přípravy na další soutěžní sezení. Postupně stoupá po žebříčku soutěží, až se dostane na mezinárodní úroveň, jejíž finále se koná v New Yorku.
Profesionální vztah Louise a Rose se postupně mění v romantický, ale Louisova špatná povaha a posedlost soutěžením představují tomuto svazku překážku. Mladá žena proto nakonec podlehne návrhům Gilberta Japyho, kterého více zajímá její úspěch než její osobnost. Zamilovaný Louis udělá vše, aby ji získal zpět.

## Obsazení
| Romain Duris        | Louis Échard                      |
| Déborah François    | Rose Pamphyle                     |
| Bérénice Bejo       | Marie Taylor                      |
| Shaun Benson        | Bob Taylor                        |
| Mélanie Bernier     | Annie Leprince-Ringuet            |
| Féodor Atkine       | Edmond Japy                       |
| Nicolas Bedos       | Gilbert Japy                      |
| Eddy Mitchell       | Georges Échard                    |
| Miou-Miou           | Madeleine Échard                  |
| Jeanne Cohendy      | Françoise                         |
| Caroline Tillette   | upírka                            |
| Frédéric Pierrot    | Jean Pamphyle                     |
| Marius Colucci      | Lucien Échard                     |
| Émeline Bayart      | Jacqueline Échard                 |
| Yannik Landrein     | Léonard Échard                    |
| Dominique Reymond   | paní Shorofsky                    |
| Serpentine Teyssier | majitelka penzionu                |
| Joan Mompart        | zpěvák crooner                    |
| Philippe Beau       | kouzelník                         |
| Fanny Sidney        | fanynka na regionální soutěži     |
| Martin Loizillon    | mladý muž s růžemi                |
| Romain Compingt     | hotelový poslíček                 |
| Pierre Tessier      | novinář                           |
| David Gabison       | předseda francouzského šampionátu |
| Jean-Claude Donda   | komentátor světového šampionátu   |

## Ocenění
- César: nominace v kategoriích nejlepší výprava (Sylvie Olivé), nejlepší kostýmy (Charlotte David), nejlepší kamera (Guillaume Schiffman), nejlepší filmová hudba (Robin Coudet a Emmanuel d'Orlando), nejlepší filmový debut (Régis Roinsard)
- Křišťálové glóby: nominace na nejlepší herečku (Déborah François)